# (10178) Iriki
(10178) Iriki (1996 DD) – planetoida z pasa głównego asteroid okrążająca Słońce w ciągu 3,24 lat w średniej odległości 2,19 j.a. Odkryta 18 lutego 1996 roku.